# Lian O'Conally Paummell
Lian O'Conally Paummell (Dublín, 1960) es un ensayista y escritor irlandés. Experto hispanista, se ha especializado en la Ilustración española, fuente de la que han surgido numerosos best-sellers. Se doctoró en la Universidad de Cambridge con una documentada y extensa tesis sobre la infancia de doña Begoña de Lucientes, tía carnal del pintor Goya y sorda como él. Su obra más conocida en España es Conspiración. Un thriller histórico en la España actual (1999), prologado por el arquitecto Manuel Ayllón.

## Obras
- Conspiración. Un thriller histórico en la España actual. Fecha lanzamiento: 16/02/1999 (Foca, Grupo Akal, 1999). 559 págs. ISBN 9788493048105.